# Леонтий (патриарх Болгарский)
Леонтий — первый болгарский патриарх. О его деятельности практически ничего не известно. Одним из самых древних сохранившихся документов, в котором упомянут Леонтий, является Борилов синодик.
Был избран в 919 году, на Поместном церковном соборе в Преславе, в связи с возведением Болгарской церкви в ранг Патриархата. Вселенская патриархия не признала его патриаршего достоинства. В Энциклопедическом словаре Брокгауза и Ефрона указано, что Леонтий принял титул патриарха 907 году, что невозможно, так как в то время Болгарская православная церковь ещё не была автокефальной.